# Songs from a Room
Songs from a Room és el segon àlbum del cantautor canadenc Leonard Cohen, aparegut el 1969.
El disc va ser enregistrat a Nashville, capital de la música country, on Leonard Cohen desitjava enregistrar el seu primer àlbum. La producció va anar a càrrec de Bob Johnston que ja havia treballat amb Bob Dylan, Simon and Garfunkel i Johnny Cash. Cohen sabia que Johnston no li posaria tantes traves amb els arranjaments com havia fet el productor de Songs of Leonard Cohen, John Simon.
Tot i que l'enregistrament va ser difícil, ja que Cohen se sentia molt pressionat per la seva casa de discos, Songs from a Room, va ser un dels seus millors àlbums, amb molt bones crítiques, sobretot pel seu ambient ombrívol i la sonoritat acústica del country. També va tenir més èxit de públic que el primer, ja que es va situar en el número 63 del Billboard i en el número 2 a la Gran Bretanya. El 1990 es va fer la remasterització i va aparèixer en CD. El 2005 el cantant francès Red va retre homenatge a aquest àlbum fent-ne una versió sencera

## Peces destacades
Bird on the Wire va tenir una gran influència en el món del country. Diversos artistes n'han fet una versió, com Johnny Cash, Willie Nelson i Joe Cocker. Cohen la va descriure com una simple cançó country, però les paraules parlen de la voluntat de ser lliure i d'alliberar-se de l'amor i l'amistat dels seus.
El grup noruec Midnight Choir va triar el seu nom en funció de les primeres paraules de la peça: Like a bird on the wire/ like a drunk in a midnight choir/ I haver tried in my way to be free. També foren les paraules que Kris Kristofferson va decidir posar al seu epitafi.
Story of Isaac recorda els orígens jueus del compositor i explica l'episodi de l'Antic Testament en el qual Abraham rep l'ordre de Jahvè de sacrificar el seu fill Isaac i quan Abraham es disposa a dur-ho a terme, Jahvé intervé per evitar-ho. Cohen explica que la cançó va ser feta per denunciar tots aquells que sacrifiquen nens i ningú fa res per evitar-ho, sinó que sembla que siguin actes justos. Hom hi ha volgut veure una crítica a la política d'Israel, però Cohen sempre ha dit que era una peça amb un tema general, no específic.
The partisan va tenir molt d'èxit a Europa, sobretot a França, és una adaptació de La complainte du partisan poema que explica la vida d'Emmanuel D'Astier, destacat resistent. Anna Marly en va fer una versió musicada amb el títol Chant des partisans. La cançó ret homenatge als resistents de la II Guerra Mundial i està cantada en anglès i francès. La traducció anglesa va ser feta pel mateix Cohen.
Seems so long ago, Nancy alguna vegada titulada només Nancy va ser escrita en record d'una noia rossa que Cohen va conèixer i que es va suïcidar d'un tret al cap a Montréal el 1961, quan només tenia 21 anys.

## Llista de temes
Totes les composicions són de Leonard Cohen, excepte quan s'indica.
1. Bird on the Wire
2. Story of Isaac
3. A Bunch of Lonesome Heroes
4. The Partisan (Anna Marly / Trad. Arr. Leonard Cohen)
5. Seems So Long Ago, Nancy
6. The Old Revolution
7. The Butcher
8. You Know Who I Am
9. Lady Midnight
10. Tonight Will Be Fine